# Fujiwara no Nagate
Fujiwara no Nagate (藤原永手, [[[714]] - 771] Erro: {{japonês}}: texto da transliteração contém caractere não latino (pos 17) (ajuda)),  também conhecido como Nagaoka-Daijin (長岡大臣) foi um político japonês membro da Corte do período Nara da História do Japão.

## Vida
Nagate era o segundo filho do fundador do Ramo Hokke do Clã Fujiwara, o sangi Fujiwara no Fusasaki   e de Muro no Okimi (filha do príncipe Minu).
Com a morte prematura de seu irmão mais velho Fujiwara no Torikai, Nagate tornou-se o líder de fato do Hokke. Em 737, ele foi promovido de Ju roku i ge (従六位下, Oficial júnior de sexto escalão) para Ju roku i jō (従六位上, Oficial sênior de sexto escalão), mas o imperador da época, Shōmu, favoreceu o irmão mais novo de Nagate, Matate e colocou-o como líder do ramo. Nagate não seria promovido novamente até 749, imediatamente antes da abdicação do imperador, quando foi nomeado Ju shi i ge (従四位下, Oficial júnior de quinto escalão).
Foi mais valorizado no reinado da Imperatriz Koken, em 750 foi nomeado Ju shi i jō (従四位上, Oficial sênior de quinto escalão), e em 754, Ju san mi (従三位, Oficial de terceiro escalão). Em 756 depois da morte de Shōmu, foi promovido diretamente a Chūnagon sem passar pelo cargo de sangi.
Manteve-se sempre em conflito com seu poderoso parente Fujiwara no Nakamaro. Após o príncipe Funado ser deserdado em 757, Nagate apoia junto com Fujiwara no Toyonari o Príncipe Shioyaki como novo herdeiro da Imperatriz Koken, mas o candidato favorito de Nakamaro, o Príncipe Ōi, o futuro imperador Junnin, foi o vencedor. Em 758, Nagate foi convocado por Nakamaro para uma reunião do Daijō-kan, mas ele foi o único membro do comitê a estar na sala. Nakamaro a partir daí controlava a Corte, e este relacionamento deixou Nagate em uma posição política desconfortável.
Em 764, Nakamaro se rebelou, e Nagate apoiou a Imperatriz Koken e Dokyo. Foi promovido com o título de Sho san mi (正三位, Ministro de terceiro escalão), com o cargo de Dainagon e honras lhes foram conferidas. Após Dokyo estabeler seu poder, e após a morte de Toyonari em 765, Nagate alcançou a posição de o mais poderoso no Daijō-kan até sua morte. Em 766 ele foi promovido a Udaijin e depois Sadaijin , e obteve a patente de Sho ni i (正二位, Ministro de segundo escalão).
A Imperatriz Koken  morreu em 770, e na disputa que se seguiu sobre o herdeiro, Nagate apoiou o Príncipe Shirakabe, o futuro imperador Konin.E foi recompensado pelos seus esforços com uma promoção para  Sho ichi i (正一位, Ministro de primeiro escalão) pelo novo soberano.
Nagate morreu por doença em 11 de Março, 771, aos 57 anos de .  Neste mesmo dia, foi nomeado postumamente Daijō Daijin.